# Walter Zechmeister
Walter Zechmeister (* 15. Dezember 1955 in Kittsee) ist ein ehemaliger österreichischer Politiker (FPÖ) und Landwirt. Er war von 1996 bis 2000 Abgeordneter zum Burgenländischen Landtag. 

## Leben und Karriere
Walter Zechmeister wurde als Sohn des Landwirts Matthias Zechmeister aus Deutsch Jahrndorf geboren und besuchte die örtliche Volksschule. Nach der Hauptschule in Kittsee absolvierte er von 1972 bis 1973 landwirtschaftliche Fachschule in Güssing. Er war in der Folge als landwirtschaftlicher Facharbeiter tätig und machte sich als Landwirt selbständig.
Zechmeister gehörte zwischen 1992 und 1997 dem FPÖ-Gemeindevorstand an und war Gemeinderat in Deutsch Jahrndorf. Er übernahm 1990 zudem die Funktion des FPÖ-Ortsparteiobmanns und am 1. Jänner 2000 die Funktion des FPÖ-Bezirksparteiobmanns von Neusiedl am See. Zwischen dem 27. Juni 1996 und dem 28. Dezember 2000 vertrat er die FPÖ im Burgenländischen Landtag. Er ist Mitglied des Bundesagrarausschusses der Freiheitlichen Bauernschaft.